# Idioma tártaro de Crimea
El tártaro de Crimea  (Qırımtatar tili, Qırımtatarca; nombres alternativos: Qırım tili, Qırımca y Qırım Türkçesi), también llamado tártaro crimeo, es la lengua de los tártaros de Crimea. Se habla en la península de Crimea, al sur de Ucrania, así como en otros lugares de la antigua Unión Soviética y la diáspora de los tártaros de Crimea, principalmente en Turquía, Rumanía y Bulgaria.
Por su historia, esta lengua se ha clasificado como descendiente del kipchako, una lengua túrquica noroccidental. Sin embargo, ha sido influida por el turco oghuz. Un hablante de tártaro de Crimea puede ser comprendido tanto por hablantes de kipchako como de turco oghuz.

## Número de hablantes
En la actualidad hay más de 300 000 hablantes de tártaro de Crimea.
Hasta 1989 el 90 % de los tártaros de Crimea vivía en Uzbekistán, adonde fueron deportados en 1944. Hoy unos 250 000 tártaros de Crimea viven en la propia Crimea, unos 24 000 en Rumanía y otros 3000 en Bulgaria.
Más de 1 millón y medio de habitantes de Turquía son descendientes de emigrantes tártaros de Crimea establecidos en el siglo XIX en el país. 

## Historia, dialectos y alfabeto
Como lengua hablada, el tártaro de Crimea ha existido desde el siglo XIII y consta de tres dialectos principales: el «kipchak-cumano» de las Montañas de Crimea, el «kipchak-nogayo» de las estepas del norte, y el «oghuz crimeo» de las costas. El chagatai sirvió al tártaro de Crimea como dachsprache. Tras la islamización, estos pueblos escribían utilizando los caracteres del árabe, que usa también la vecina lengua persa.
En 1876, los diferentes dialectos del tártaro de Crimea se convirtieron en un lenguaje escrito uniforme, en el que se dio preferencia a los dialectos meridionales, para no romper los vínculos entre los tártaros y los turcos del Imperio otomano. En 1928 se reorientó hacia los dialectos centrales.

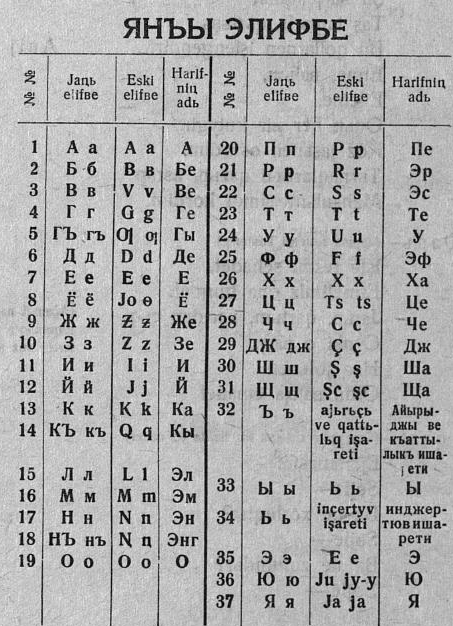
Tabla de correspondencia de los alfabetos tártaros de Crimea en latín (yanalif) y cirílico durante la transición al cirílico, 1938

En 1928, el alfabeto árabe fue sustituido por el alfabeto túrquico uniforme, una combinación del alfabeto latino y del alfabeto cirílico. Este alfabeto túrquico uniforme fue sustituido en 1938 por un alfabeto cirílico modificado, como ocurrió con otras lenguas túrquicas habladas en la URSS.
El tártaro de Crimea fue la lengua nativa del poeta Bekir Sıdkı Çobanzade.
En el año 2006 comenzaron las primeras transmisiones de televisión en idioma tártaro de Crimea. También existen radios y periódicos en dicho idioma.
Después del 11 de marzo de 2014, con la declaración de independencia y la creación de la República de Crimea (solo reconocida por Rusia), se anunció que el idioma tártaro de Crimea sería uno de los oficiales. Días antes las autoridades de Crimea habían anunciado la realización de un referéndum para el 16 de marzo para decidir sobre la incorporación de la península a Rusia. Allí la boleta apareció en ruso, ucraniano y tártaro de Crimea (en alfabeto cirílico).
Tras la anexión de la península a Rusia y la declaración de una nueva constitución, se determinó que el idioma tártaro de Crimea sea oficial junto al ruso y ucraniano. Hacia el 2015, en las escuelas y colegios de la república rusa de Crimea ya se podía elegir el idioma para la educación, incluyendo el tártaro. Además la televisión y la radio estatal de la república cuentan con una versión en idioma tártaro.
Latín (desde 1992):
| A a | B b | C c | Ç ç | D d | E e | F f | G g |
| Ğ ğ | H h | I ı | İ i | J j | K k | L l | M m |
| N n | Ñ ñ | O o | Ö ö | P p | Q q | R r | S s |
| Ş ş | T t | U u | Ü ü | V v | Y y | Z z |     |

Cirílico (desde 1938):
| А а | Б б   | В в | Г г | Гъ гъ | Д д   | Е е | Ё ё |
| Ж ж | З з   | И и | Й й | К к   | Къ къ | Л л | М м |
| Н н | Нъ нъ | О о | П п | Р р   | С с   | Т т | У у |
| Ф ф | Х х   | Ц ц | Ч ч | Дж дж | Ш ш   | Щ щ | Ъ ъ |
| Ы ы | Ь ь   | Э э | Ю ю | Я я   |       |     |     |

## Situación actual
Tras la repatriación de los tártaros de Crimea, el alfabeto fue latinizado de nuevo. El alfabeto actual en el que se escribe el tártaro de Crimea es el mismo que el alfabeto turco pero con dos caracteres adicionales: Ñ ñ y Q q.

## Alfabetos
| |
| Letrero en tártaro de Crimea, alfabeto cirílico, diciendo "¡Bienvenido a Crimea!" en un bus en el Aeropuerto Internacional de Simferopol. |

|                                                                 |
| Ejemplo de tártaro de Crimea en alfabeto latino en Bajchisarái. |

|                                                                        |
| Ejemplo de tártaro de Crimea en alfabeto árabe (ver letrero inferior). |

## Comparación con el idioma turco
Ejemplo comparativo del tártaro de Crimea y el turco:
| Tártaro de Crimea | Turco |
| --- | --- |
| Meclis Haberleri 10.09.2003// Qırımtatar Milliy Meclisiniñ 120-cı toplaşuvı olıp keçti 2003 senesi 7 sentâbr künü Aqmescitteki İslâm Merkeziniñ binasında Qırımtatar Milliy Meclisiniñ 120-cı toplaşuvı olıp keçti. Toplaşuvda... | Meclis Haberleri 10.09.2003// Kırım Tatar Millî Meclisi’nin 120. toplantısı yapıldı 7 Eylül 2003 tarihinde Akmescit’teki İslam Merkezi binasında Kırım Tatar Millî Meclisi’nin genişletilmiş 120. toplantısı gerçerkleşti. Toplantıda... |